# Projekt 949
Das Projekt 949 (nach NATO-Codename als Oscar-Klasse bezeichnet) ist eine Klasse von 14 Atom-U-Booten mit taktischen Raketen der sowjetischen und später der russischen Marine.
In der russischen Seekriegsflotte werden die Boote als Podwodnaja lodka atomnaja s raketami krylatymi (PLARK, ПЛАРК), übersetzt „atomgetriebenes U-Boot mit Marschflugkörperbewaffnung“ (wörtl. „…Flügelraketen“) klassifiziert, was der Bezeichnung SSGN der US Navy entspricht. In dieser Kategorie sind diese U-Boote zurzeit die größten der Welt. Das Projekt 949 umfasst zwei Modelle, die beide mit Seezielflugkörpern bewaffnet sind.

## Projekt 949Granit
Projekt 949 Granit wurde entwickelt, weil die zukünftigen US-Flugzeugträgerverbände, deren Leistungsfähigkeit mit dem Baubeginn der Nimitz von 1968 enorm zugenommen hatte, eine Bedrohung darstellten, gegen die die bisherigen Mittel der sowjetischen Marine wirkungslos zu werden drohten.
Die große Reichweite der auf diesen US-Schiffen eingesetzten Flugzeuge (F-14 Tomcat) erlaubte diesen, die Tu-16 (die das Rückgrat der sowjetischen Marineflieger bildeten) abzufangen, lange bevor sie den Flugzeugträger angreifen konnten. Ähnliches galt für sowjetische U-Boote wie Projekt 671, die durch neue U-Jagd-Flugzeuge vom Typ S-3 angegriffen werden konnten, bevor sie in der Lage waren, ihre RPK-2-Raketen auf den Träger abzufeuern.
Experten errechneten, dass Salven von etwa 20 bis 24 Seezielflugkörpern nötig sein würden, um zumindest mit einigen davon die Raketenabwehr eines US-Flugzeugträgerverbandes durchdringen zu können. Die Lenkflugkörper sollten aus einer für das Startfahrzeug sicheren Entfernung von 500 km gestartet werden können und über eine Geschwindigkeit von 2500 km/h verfügen, um die Zeit für mögliche Gegenmaßnahmen zu reduzieren. Ergebnis dieser Anforderungen war der P-700-Seezielflugkörper, die ab 1975 in eine lange Erprobungsphase eintrat.
Eine weitere Anforderung an den zukünftigen Raketenträger war, alle 24 Seezielflugkörper in möglichst kurzer Folge abfeuern zu können, um der Raketenabwehr des Gegners keine Gelegenheit zu geben, ankommende Seezielflugkörper nacheinander zerstören zu können. Die Zielführung dieser Waffen, beziehungsweise die Fähigkeit eines U-Bootes, überhaupt ein Ziel auf 500 km Entfernung entdecken zu können, wurde mittels Aufklärungssatelliten vom Typ MKRTS „Legende“ gelöst.
So wurde am 30. September 1970 beschlossen, das Projekt 949 mit der Chiffre Granit zu entwickeln. Die Entwicklung begann 1976 unter der Leitung von I. L. Baranow im Sonderkonstruktionsbüro 18 (SKB-18) Rubin in Leningrad.

### Rumpf
Die Gesamtlänge der Boote von Projekt 949 betrug 143 Meter. Der Aufbau des Rumpfes ordnete sich dabei den P-700-Seezielflugkörpern unter. Da es möglich sein sollte, diese in relativ kurzer Zeit abzufeuern, musste jeder Flugkörper sein eigenes Startrohr erhalten. Man ordnete je zwölf Startbehälter auf jeder Seite des Druckkörpers der vorderen Schiffshälfte an. Mit den Startrohren und der äußeren Hülle wurde so eine Breite von 18,2 Metern erreicht. Mit 22.500 Tonnen Wasserverdrängung bei Tauchfahrt waren die Projekt-949-Boote dann auch die zweitgrößten U-Boote der Welt, nach Projekt 941.

#### Abteilungen
Der Druckkörper von Projekt 949 – also der Bereich, in dem sich die Besatzung bewegen kann – beherbergt vom Bug bis zum Heck folgende Abteilungen mit bis zu vier Decks pro Abteilung:
Abteilung 1:
Der Torpedoraum mit den Ladevorrichtungen und Reservetorpedos, Rechnerkapazität für das Hauptsonar und die beiden Sonarsensoren an den Rumpfseiten, Batterien.
Abteilung 2:
Brücke, Sonarraum, Batterien, Treppe zum Turm und zur Fluchtkapsel.
Abteilung 3:
Funkraum, Antennen, Rechnerkapazitäten, Unterkünfte, Pumpsysteme
Abteilung 4:
Einstiegsluke zum Turm, Messe, Aufenthaltsraum, Schwimmbad, Toiletten, Krankenstation.
Abteilung 5:
Generatoren, Luftaufbereitungsanlage, Frischwassergewinnung.
Abteilung 6:
Reaktorabteilung mit zwei hintereinanderliegenden Druckwasserreaktoren und Reaktorkontrollen.
Abteilung 7:
vordere Dampfturbine, Ausstiegsluke.
Abteilung 8:
achtern Dampfturbine
Abteilung 9:
Wellentunnel, hintere Ausstiegsluke, Rudermaschinen

### Bewaffnung

#### P-700
Die Hauptbewaffnung bilden 24 Seezielflugkörper vom Typ P-700 Granit. Je zwölf Startcontainer vom Typ SM-225 sind zwischen dem Druckkörper und dem Hüllkörper jeweils an Backbord- und Steuerbordseite mit einem Neigungswinkel von 40° fest eingebaut. Eine Klappe für jeweils zwei Startcontainer sorgt für den Verschluss mit dem Hüllkörper – also der Außenhaut – des U-Kreuzers. Die maximale Tauchtiefe zum Abfeuern der Raketen beträgt 50 m bei einer Geschwindigkeit von 5 kn. Ein kurz hintereinander erfolgender Salvenstart von mehreren Raketen (im 5-Sekunden-Abstand) mit der dazu notwendigen schnellen Austrimmung des Trägerschiffes ist möglich. Dabei vermögen die einzelnen Salven unterschiedliche Ziele anzufliegen, wobei die Raketen der jeweiligen Salve sehr eng beieinander verbleiben können.
Im Dezember 2011 teilte ein Vertreter der russischen Rüstungsindustrie mit, dass die P-700 auf den Booten des Projekts 949 durch Seezielflugkörper der Typen P-800 Oniks (SS-N-26 Strobile) und 3M54 Kalibr (SS-N-27 Sizzler) ersetzt werden sollen. Dabei würden keine aufwendigeren konstruktiven Umbauten nötig. Die Arbeiten sollen in der Werft Swjosdotschka in Sewerodwinsk und dem Werk Swesda im Fernen Osten Russlands stattfinden.

#### Torpedos
Zur Selbstverteidigung verfügen die U-Boote über zwei „überkalibrige“ 650-Millimeter-Torpedorohre, aus denen U-Boot-Abwehrraketen vom Typ RPK-7 Weter (SS-N-16B Stallion) und schwere Torpedos vom Typ 40 verschossen werden können. Beide Rohre sind nebeneinander in der Bootsmitte montiert, da nur dort die hinter den Rohren gelagerten Reservewaffen genug Platz finden.
Weiterhin sind vier 533-Millimeter-Rohre für Raketentorpedos WA-111 Schkwal und die üblichen normalen Torpedos vorhanden. Zwei der Rohre sind unmittelbar neben den 650-mm-Rohren an den Außenseiten des Torpedoraums montiert. Die beiden anderen 533-mm-Rohre sind über diesen äußeren Rohren verbaut.

### Einheiten

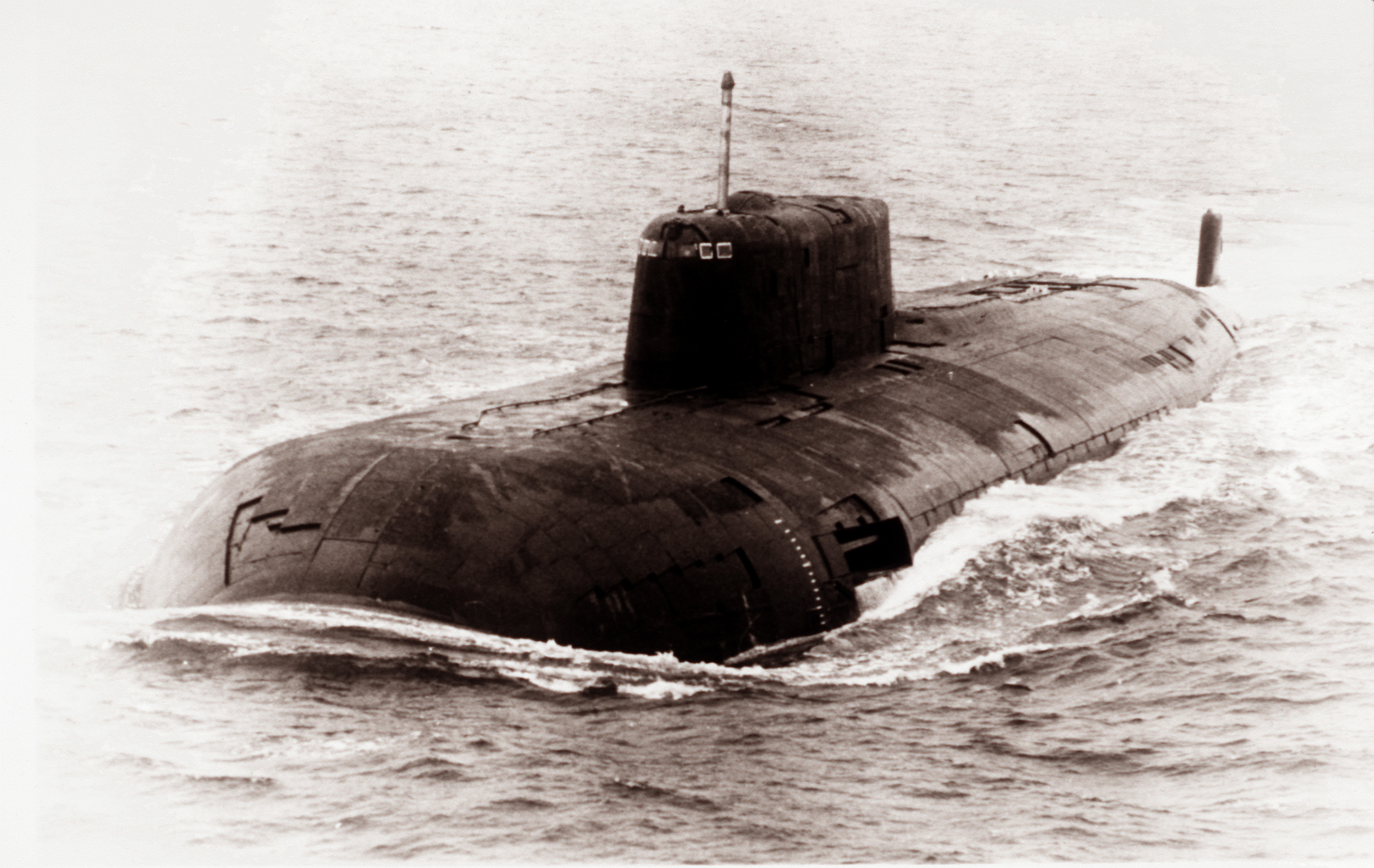
Ein Projekt-949-Boot an der Oberfläche

Die Granit-Klasse umfasste nur zwei Einheiten, die 1980 und 1983 in Dienst gestellt wurden. Beide wurden schon 1996 aus finanziellen Gründen ausgemustert, aufgelegt und werden derzeit in Sewerodwinsk verschrottet.

#### K-525Archangelsk
K-525 wurde am 25. Juli 1975 auf Kiel gelegt. Das U-Boot lief am 3. Mai 1980 vom Stapel und wurde am 30. Dezember des Jahres in den Dienst der Nordflotte gestellt. 1987 und 1988 führte die Mannschaft Raketenstarts auf See durch. Im April 1993 wurde es auf den Namen Archangelsk getauft. Wegen fehlender Finanzierung nach dem Zusammenbruch der Sowjetunion wurde das U-Boot am 7. Januar 1998 aus der Flottenliste gestrichen und in Sewerodwinsk abgewrackt.

#### K-206Murmansk
K-206 wurde am 22. April 1979 auf Kiel gelegt. Das U-Boot lief am 10. Dezember 1982 vom Stapel und wurde am 30. November 1983 in den Dienst der Nordflotte gestellt. Am 14. April 1982 erhielt das Boot zunächst den Zusatznamen Minsker Komsomolze, den es 1992 wieder verlor, da Minsk im nunmehr unabhängigen Belarus liegt. Während das Boot seit 1991 für Reparaturarbeiten eingedockt war, wurde es im April 1993 auf den Namen Murmansk getauft. Wegen fehlender Finanzierung wurde das Schiff am 7. Januar 1998 aus der Flottenliste gestrichen und in Sewerodwinsk abgewrackt.

## Projekt 949AAntey
Das folgende Projekt 949A (russisch Проект 949А «Антей») war größer als die ursprüngliche Variante und erhielt entsprechend den Decknamen Antey nach dem mythischen Riesen Antäus.
Obwohl nur zwei Boote von Projekt 949 gebaut worden waren, hatte das Konzept breite Unterstützung in den oberen Rängen der Marine gewonnen. Das Konkurrenzprodukt, das zur Bekämpfung amerikanischer Trägergruppen geeignet war, nämlich eigene Flugzeugträger, war wegen der enormen Kosten (etwa das Zehnfache eines 949-U-Bootes), der langen Bauzeiten und der Verwundbarkeit gegenüber Angriffen keine wirkliche Option für eine Massenproduktion. So beschloss man, weitere Boote des Projekts 949 zu bauen.
Die bisherigen Erfahrungen führten zur Ergänzung weiterer Einrichtungen und einer Überarbeitung der Systeme zur Kontrolle der bootseigenen Emissionen. Äußerlich ist der zylindrische Behälter für die SKAT-KC-Antenne auf der Spitze des Heckruders das deutlichste Unterscheidungsmerkmal von Projekt 949A gegenüber Projekt 949.

### Abteilungen
Der Druckkörper von Projekt 949A – also der Bereich, in dem sich die Besatzung bewegen kann – beherbergt vom Bug bis zum Heck folgende Abteilungen auf je vier Decks:
Abteilung 1:
Der Torpedoraum mit den Ladevorrichtungen und Reservetorpedos, Rechnerkapazität für das Hauptsonar und die beiden Sonarsensoren an den Rumpfseiten, Batterien.
Abteilung 2:
Brücke, Sonarraum, Batterien, Treppe zum Turm und zur Fluchtkapsel.
Abteilung 3:
Funkraum, Antennen, Rechnerkapazitäten, Unterkünfte, Pumpsysteme
Abteilung 4:
Einstiegsluke zum Turm, Messe, Aufenthaltsraum, Schwimmbad, Toiletten, Krankenstation.
Abteilung 5:
Generatoren, Luftaufbereitungsanlage, Frischwassergewinnung.
Abteilung 6:
Reaktorabteilung mit zwei hintereinanderliegenden Druckwasserreaktoren und Reaktorkontrollen, Druckkammer mit Ausstiegsluke.
Abteilung 7:
vordere Dampfturbine
Abteilung 8:
achtern Dampfturbine
Abteilung 9:
Wellentunnel, hintere Ausstiegsluke, Rudermaschinen

### Einheiten

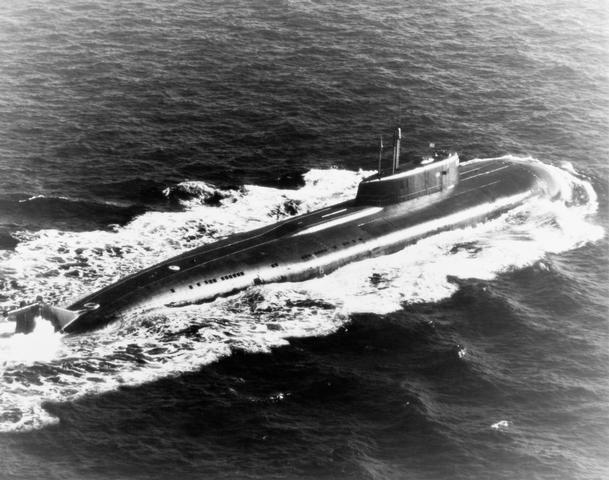
Ein Projekt-949A-Boot mit dem Antennenbehälter auf dem Heckruder

Die Produktion der Boote begann mit der Kiellegung von K-148 im Juli 1982. Ab 1986 wurden 11 Einheiten in Dienst gestellt. Weitere waren geplant, wurden jedoch nicht fertiggestellt.

#### K-148Krasnodar
K-148 wurde am 22. Juli 1982 in Sewerodwinsk auf Kiel gelegt. Das U-Boot lief am 3. März 1985 vom Stapel und wurde am 30. September 1986 in den Dienst der Nordflotte gestellt. 1992/1993 erhielt es den Namen Krasnodar. Das Boot wurde 1996 aus dem aktiven Dienst genommen (nach anderen Quellen erst 2012). Die Verschrottung begann 2013 auf der Nerpa-Werft bei Sneschnogorsk.

#### K-173Krasnojarsk
K-173 wurde am 4. August 1983 in Sewerodwinsk auf Kiel gelegt. Das U-Boot lief am 27. März 1986 vom Stapel und wurde am 31. Dezember 1986 in den Dienst der Nordflotte gestellt. Im Sommer 1991 wurde das Boot zur Pazifikflotte verlegt. Im April 1993 wurde es auf den Namen Krasnojarsk getauft. 1995 wurde K-173 zur Reparatur aufgelegt und befand sich 2008 in der Flottenliste der Pazifikflotte.

#### K-132Irkutsk
K-132 wurde am 8. Mai 1985 in Sewerodwinsk auf Kiel gelegt. Das U-Boot lief im Dezember 1986 vom Stapel und wurde am 30. Dezember 1987 in den Dienst der Nordflotte gestellt. Es wurde im Oktober 1990 zur Pazifikflotte versetzt. Im April 1993 wurde es auf den Namen Irkutsk getauft. 2008 wurde es zur Reparatur aufgelegt.

#### K-119Woronesch
K-119 wurde Ende Februar 1986 in Sewerodwinsk auf Kiel gelegt. Das U-Boot lief am 16. Dezember 1986 vom Stapel und wurde am 29. Dezember 1989 in den Dienst der Nordflotte gestellt. Im März 1990 stellte ein anderes U-Boot der Klasse Projekt 671RTM(K) während einer Übung extrem laute Wellengeräusche bei K-119 fest. Neuerungen beim Einbau der Welle in der Werft hatten auf fehlerhaften Berechnungen beruht, so dass K-119 für anderthalb Jahre zur Reparatur zurück in die Werft musste. Im April 1993 wurde es auf den Namen Woronesch getauft. Ab 2006 ging das Boot wieder in die Swjosdotschka-Werft, um nachgerüstet und modernisiert zu werden. Nach Abschluss der Reparatur- und Modernisierungsarbeiten wurde das U-Boot im November 2011 wieder zu seinem Stationierungsort auf der Kola-Halbinsel überführt.

#### K-410Smolensk
K-410 wurde am 9. Dezember 1986 in Sewerodwinsk auf Kiel gelegt. Das U-Boot lief am 20. Januar 1990 vom Stapel und wurde am 22. Dezember 1990 bei Saosjorsk in den Dienst der Nordflotte gestellt. Im April 1993 wurde es auf den Namen Smolensk getauft. 2005 wurde es überholt. Im November 2011 begannen in der Werft Swjosdotschka Reparatur- und Modernisierungsarbeiten, die bis zum Jahr 2014 abgeschlossen sein sollten. Im Dezember 2011 teilte ein Vertreter der russischen Rüstungsindustrie mit, dass während der Instandsetzungsarbeiten die SS-N-19-Raketen durch Seezielflugkörper vom Typ SS-N-26 Strobile (P-800 Oniks) ersetzt werden. 2013 solle das Boot in den aktiven Dienst zurückkehren.

#### K-442Tscheljabinsk
K-442 wurde am 21. Mai 1987 in Sewerodwinsk auf Kiel gelegt. Das U-Boot lief im Juni 1990 vom Stapel, wurde am 28. Dezember 1990 in Dienst gestellt und 1991 zur Pazifikflotte überführt. Im April 1993 wurde es auf den Namen Tscheljabinsk getauft.

#### K-456Kasatka/Wiljutschinsk/Twer

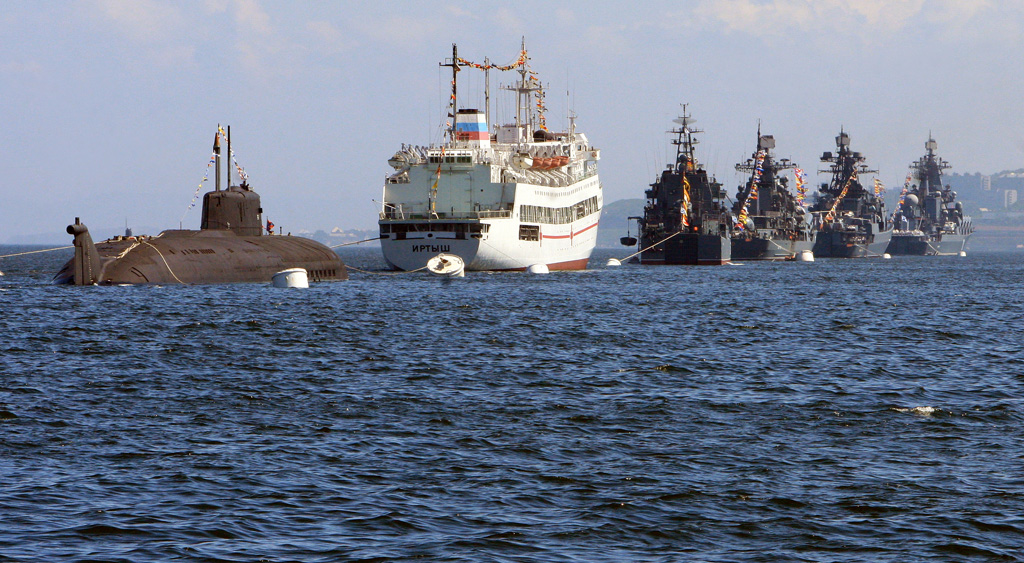
Twer 2008 noch als Kasatka bei einer Parade der Pazifikflotte.

K-456 wurde am 9. Februar 1988 in Sewerodwinsk auf Kiel gelegt. Das U-Boot lief 1991 vom Stapel und erhielt den Namen Kasatka (deutsch: Schwertwal). Es wurde am 18. August 1992 in Dienst gestellt. 1993 wurde es zur Pazifikflotte verlegt. Mehrere Jahre war das Boot unter dem Namen Wiljutschinsk bekannt, der jedoch nie offiziell übernommen wurde. Im Januar 2011 wurde eine Patenschaft mit der Stadt Twer bekanntgegeben und das Boot im März des Jahres entsprechend Twer getauft.

#### K-266Orjol
K-266 wurde am 19. Januar 1989 in Sewerodwinsk auf Kiel gelegt. Das U-Boot lief am 22. Mai 1992 vom Stapel, wurde am 30. Dezember 1992 in den Dienst der Nordflotte gestellt und erhielt den Namen Sewerodwinsk. Im April 1993 wurde es auf den Namen Orjol umgetauft. 2003–2004 wurde sie überholt und erhielt neue Schrauben. Am 7. April 2015 geriet bei Schweißarbeiten im Trockendock der Werft Swjosdotschka in Sewerodwinsk die Schalldämmung der Außenhaut in Brand. Der Brand konnte nach wenigen Stunden gelöscht werden.

#### K-186Omsk

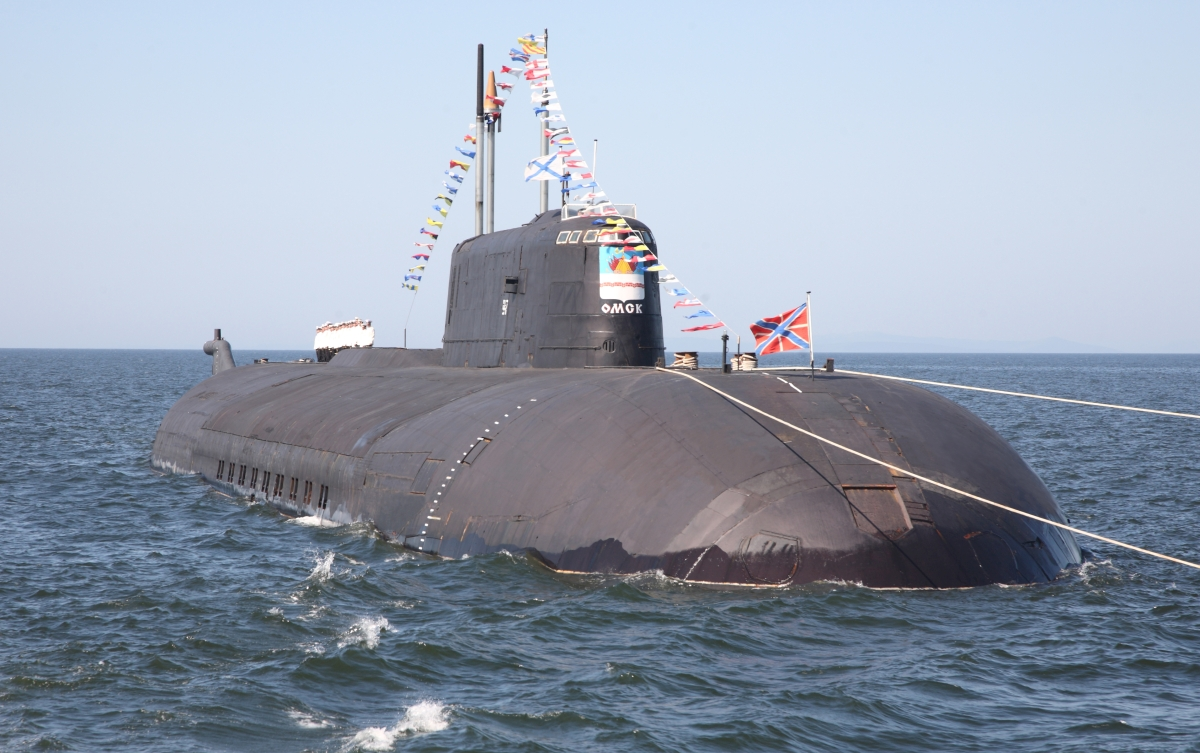
K-186 Omsk, 2008

K-186 wurde am 13. Juli 1989 in Sewerodwinsk auf Kiel gelegt. Das U-Boot lief im Mai 1993 vom Stapel und wurde am 15. Dezember 1993 unter dem Namen Omsk in den Dienst der Nordflotte gestellt. 1994 wurde es auf einen Stützpunkt der Pazifikflotte verlegt.

#### K-141Kursk
K-141 wurde am 22. März 1990 in Sewerodwinsk auf Kiel gelegt. Es lief im Mai 1994 vom Stapel. K-141 wurde am 30. Dezember 1994 unter dem Namen Kursk in den Dienst der Nordflotte gestellt. Am 12. August 2000 geriet während einer Übung einer ihrer Torpedos in Brand, was zu zwei Explosionen im Vorschiff führte, die das Schiff steuerlos auf den Grund der Barentssee sinken ließen. Alle 118 Besatzungsmitglieder kamen ums Leben. Das Wrack wurde 2001 gehoben und 2003 verschrottet.

#### K-150Tomsk

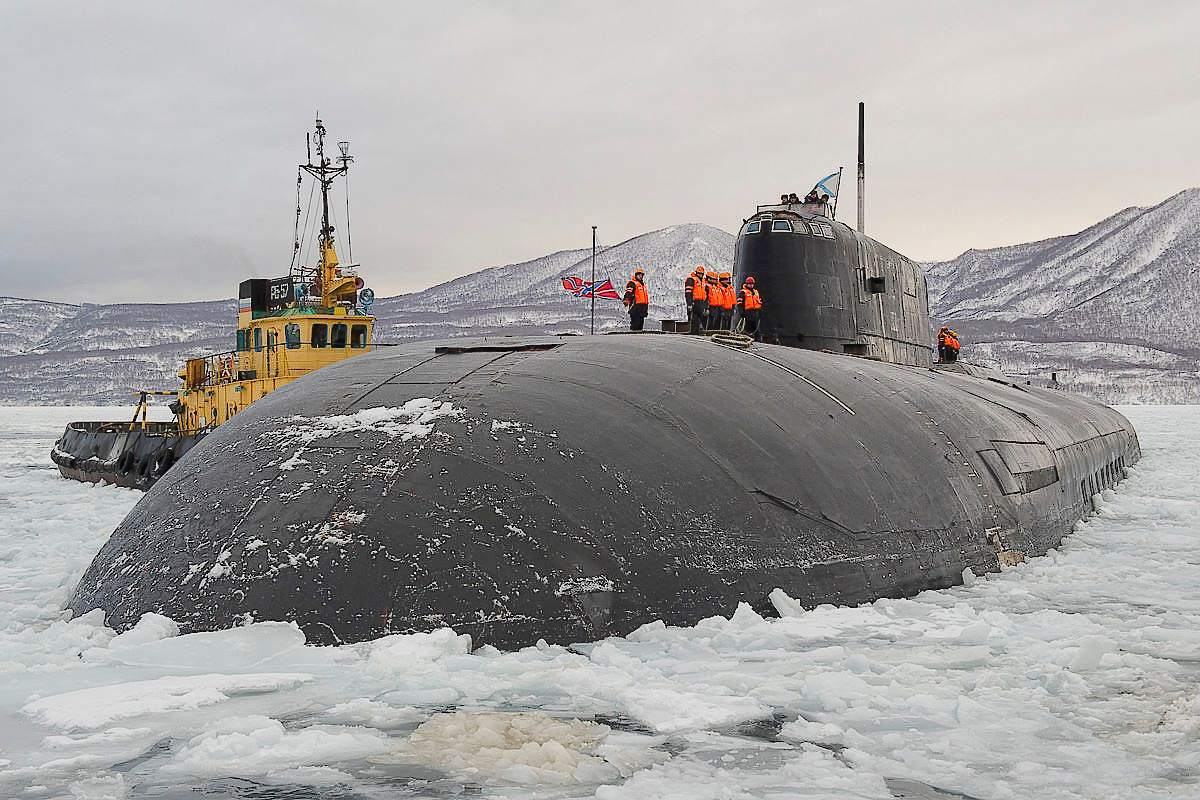
K-150 Tomsk, 2015

K-150 wurde am 27. August 1989 in Sewerodwinsk auf Kiel gelegt. Das U-Boot lief im Juli 1996 vom Stapel und wurde am 30. Dezember 1996 als Tomsk in Dienst gestellt. 1998 wurde es auf einen Stützpunkt der Pazifikflotte verlegt, wobei es wegen eines Schadens auftauchen musste und dann längere Zeit von einer amerikanischen Lockheed P-3 beschattet wurde. 2010 wurde es wegen Problemen mit dem Reaktorkühlsystem zur Instandsetzung aus dem aktiven Dienst genommen und sollte 2013 zurückkehren. Am 16. September 2013 geriet das Boot bei Schweißarbeiten im Hafen in Brand. Das Feuer konnte erst nach mehreren Stunden eingedämmt werden, Explosionsgefahr bestand nach Werftangaben nicht.

#### K-329Belgorod
K-329 wurde am 24. Juli 1992 in Sewerodwinsk als K-139 auf Kiel gelegt. 1997 wurde der Bau wegen fehlender Finanzierung gestoppt. Das Boot war zu diesem Zeitpunkt zu rund 75 % fertiggestellt. Zunächst wurde ein Weiterbau zum verbesserten Projekt 949AM diskutiert, dann jedoch nicht umgesetzt. In den darauffolgenden Jahren blieb der Rumpf des Bootes in der Sewmasch-Werft aufgelegt. Anfang 2012 kam es auf der Werft in Sewmasch zu einer „zweiten Kiellegung“ der K-329. Das Boot wurde dem Projekt 09852 zugeordnet und zu einem U-Boot für Spezialoperationen umgebaut sowie mit einem UUV ausgerüstet. Der Rumpf wurde dabei verlängert, das Boot soll eine Gesamtlänge von etwa 178 m haben. Im April 2019 erfolgte der Stapellauf. Das Boot wurde am 8. Juli 2022 offiziell in Dienst gestellt. Es ist das Trägersystem des Poseidon-Drohnen-Torpedos.
Die Belgorod lief Ende Oktober 2022 mit weiteren Fahrzeugen zu einer Fahrt in ein als Testareal bekanntes Gebiet aus und kehrte mit den anderen Schiffen in den Hafen zurück, berichtete CNN am 10. November, anscheinend ohne einen Test durchzuführen.

#### K-135Wolgograd
K-135 wurde am 2. September 1993 in Sewerodwinsk auf Kiel gelegt. Der Bau wurde 1998 abgebrochen.

#### K-160Barnaul
K-160 war das letzte geplante Boot von Projekt 949. Der Bau wurde nicht begonnen.

## Belege und Verweise